# Вила-Шан-да-Бейра
Вила-Шан-да-Бейра (порт. Vila Chã da Beira) — населённый пункт и район в Португалии, входит в округ Визеу. Является составной частью муниципалитета Тарока. Находится в составе крупной городской агломерации Большое Визеу. По старому административному делению входил в провинцию Бейра-Алта. Входит в экономико-статистический субрегион Доуру, который входит в Северный регион. Население составляет 234 человека на 2001 год. Занимает площадь 6,19 км².